# Салерно (провинция)
Сале́рно (итал. Provincia di Salerno) — провинция в Италии, в южной части области Кампания, на побережье Тирренского моря. Административный центр — Салерно. Часть провинции к югу от Салерно именуется Чиленто.

## География
Поверхность большей частью гористая (отроги Апеннин) за исключением прибрежья Салернского залива, с речной долиной, простирающейся от залива в северо-восточном направлении. Главные вершины Монте-Червати — 1899 м, Монте-Польвераккьо — 1790 м, Монти-Альбурни — 1742 м, Монте-Сакро — 1704 м, Pp. Тушано, Селе с Калоре, Аленто и Мингардо. Пшеница, маис, стручковые, лён, пенька, хлопчатник, оливки, виноград, смоквы, южные фрукты. Скотоводство (особенно овцеводство) и рыболовство. Фабрики хлопчатобумажные (прядение, тканье и ситцепечатание), шёлкомотальные, писчебумажные, стеклянные и кожевенные. 

### Города
- Альбанела
- Альтавила Силентина
- Аулетта

## Демография
- Салерно — (146.324)
- Кава де Тиррени — (53.229)
- Баттипалья — (50.958)
- Скафати — (50.525)
- Ночера Инферьоре — (46.533)
- Эболи — (36.879)
- Пагани — (34.775)
- Сарно — (31.580)
- Ангри — (30.545)

## Туризм
Амальфитанское побережье, которое является достопримечательностью Салерно и привлекает много туристов, с 1997 года является объектом всемирного наследия ЮНЕСКО.
Одним из многих исторических зданий, находящихся в Салерно, является Капитула. Некоторые части здания были построены в начале XIV века. Колонны монастыря относятся к XVII веку. Здание имеет стиль барокко. Капитула была адаптирована для Археологического музея Западной Лукании, который имеет много артефактов, датируемых периодом Римской империи.
Площадь Монти Пичентини также является знаменитой достопримечательностью. В площади также находится одноимённый парк, на территории которого расположены несколько природных заповедников.